# Kaat Haest
Kaat Haest is een Belgisch radioprogrammamaakster en presentatrice bij radiozender Klara.
Ze studeerde woordkunst aan het Koninklijk Conservatorium Antwerpen (2010) en wijsbegeerte aan de Universiteit Antwerpen (2016).